# WX320T
WX320Tは、東芝が開発し、WILLCOMブランドで販売しているPHS端末である。

## 特徴
東芝は2001年に発売された「BeatCarrots DL-B01」以来DDIポケット・ウィルコム向けの端末供給を行っていなかったが、この端末で6年ぶりの供給再開を果たした。この端末に付されている「Carrots」ブランドは、以前東芝端末に付けられていたブランドである。
au向けやソフトバンクモバイル向け東芝製端末でおなじみのフレームレス式「でかキー」を採用し、操作性に配慮している。
また、ウィルコムの音声端末では初めての赤外線通信に対応し、さらにJAVAアプリやW-OAMにも対応する。
内蔵ソフトウェアは三洋・日本無線端末とほぼ同等のものを採用している。従来の台湾、タイに加えてベトナムでの国際ローミングにも対応している。

## 沿革
- 2007年5月31日 ウィルコムより発表
- 2007年7月13日 発売開始
- 2007年10月10日 東芝よりソフトウェア更新のお知らせ発表（Ver1.20）
- 2007年10月25日 ピンクの販売を開始
- 2008年1月19日 ネオブラックとネオホワイトを販売開始。これに伴い従来のブラックとホワイトは出荷終了。
- 2008年1月31日 ブルーの販売を開始
- 2008年3月18日 ソフトウエア更新のお知らせ発表（Ver1.50）
- 2009年7月9日 ソフトウエア更新のお知らせ発表（Ver1.54）